# Arbanitis hirsutus
Espèce
Synonymes
- Misgolas hirsutus (Rainbow & Pulleine, 1918)

Arbanitis hirsutus est une espèce d'araignées mygalomorphes de la famille des Idiopidae.

## Distribution
Cette espèce est endémique du Queensland en Australie. Elle a été découverte à Brisbane.

## Description
La carapace de la femelle holotype mesure 8,9 mm de long sur 7,1 mm et l'abdomen 7,2 mm de long sur 5 mm.

## Publication originale
- Rainbow & Pulleine, 1918 : Australian trap-door spiders. Records of the Australian Museum, vol. 12, p. 81-169 (texte intégral).